# El amor de mi vida (canción de Ricky Martin)
"El amor de mi vida" es es título de una canción escrita por el cantautor y músico argentino Eddie Sierra e interpretada por el artista puertorriqueño-estadounidense Ricky Martin, tomado de su álbum debut homónimo de estudio en solitario Ricky Martin (1991). Se lanzó como el segundo sencillo del álbum el 17 de febrero de 1992 bajo el sello discográfico Sony Discos en Hispanoamérica, Puerto Rico y Estados Unidos.
La canción alcanzó el puesto n° 8 en el Billboard Hot Latin Tracks en los Estados Unidos.
En 2001, "El amor de mi vida" fue regrabado e incluido en el álbum de grandes éxitos de Martin, La historia. En 2008 también se incluyó en otro recopilatorio, llamado 17. La nueva versión fue producida por Tommy Torres y coproducida por Daniel López.
Sierra grabó originalmente la canción que está incluida en su tercer disco Está todo bien (1990).

## Formatos y listados de canciones
Sencillo promocional mexicano de 12"
1. "El Amor de Mi Vida" - 4:56

Sencillo promocional brasileño de 12"
1. "O Amor da Minha Vida (El Amor de Mi Vida)" - 4:23

## Listas
| Lista (1992)                    | Máxima posición |
| ------------------------------- | --------------- |
| U.S. Billboard Hot Latin Tracks | 2               |